# Edouard Mény de Marangue

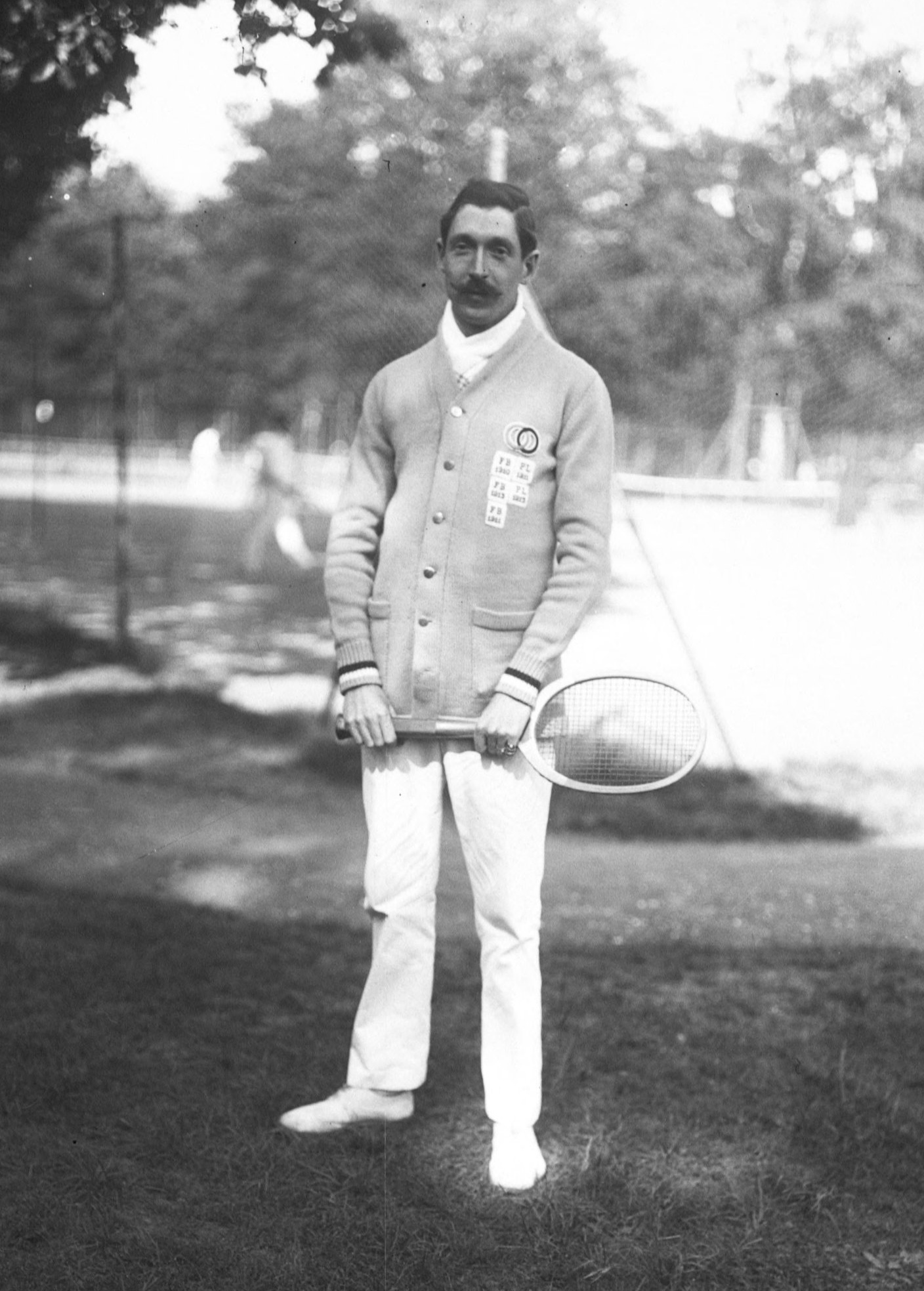
Edouard Mény de Marangue

Édouard Marie Marc Mény de Marangue (Paris, 30 de novembro de 1882 - Beaulieu-sur-Mer, 23 de janeiro de 1960) foi um tenista francês. Medalhista olímpico de bronze em duplas, em 1912.
Em 1912 ele ganhou a medalha de bronze com seu parceiro Albert Canet na prova de duplas ao ar livre. Ele também competiu na competição de simples ao ar livre, mas foi eliminado na primeira fase.